# 賽德娜

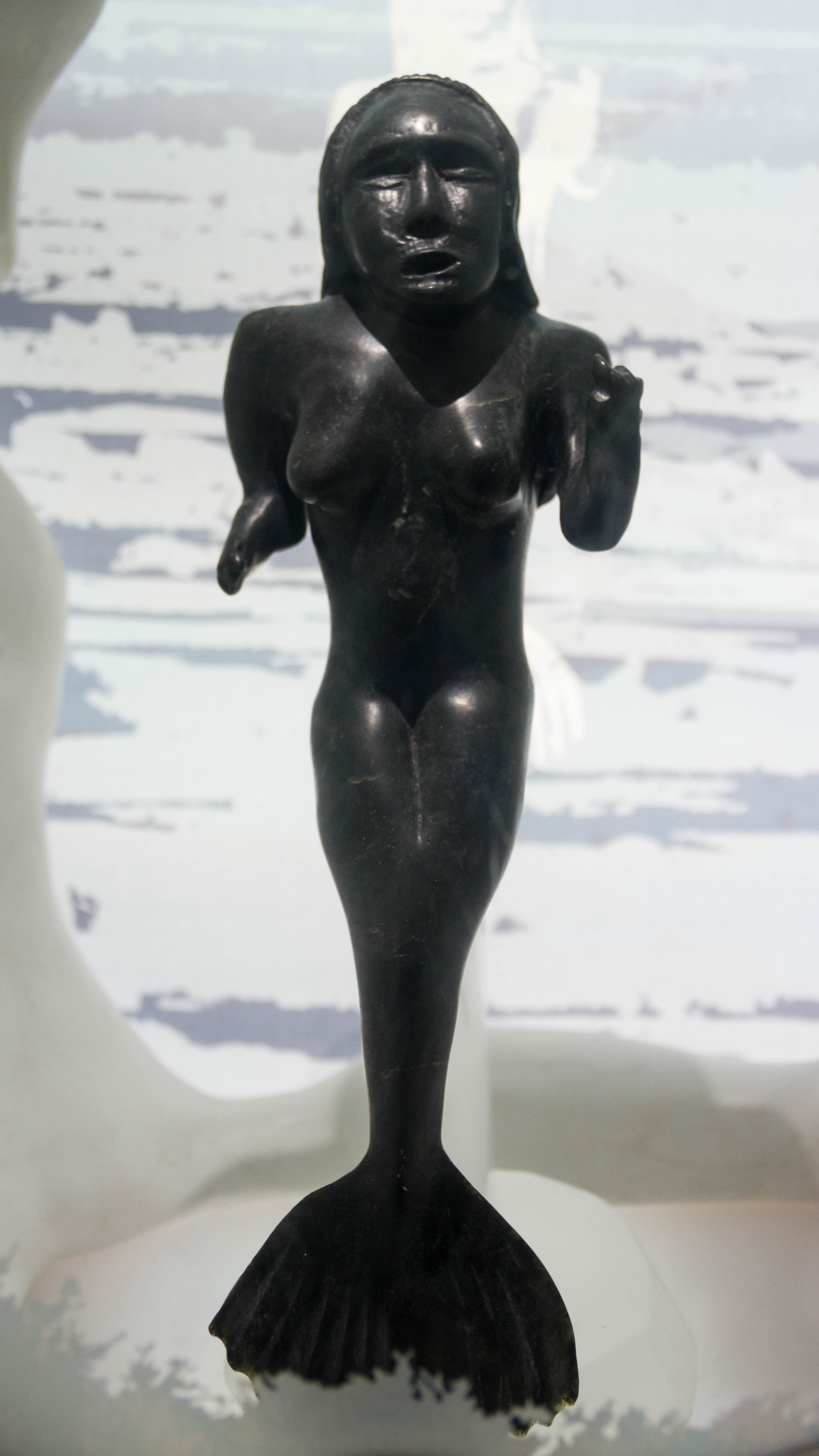

赛德娜 Sedna (又译作“谢德娜”，因纽特语：ᓴᓐᓇ，“桑娜”)，是爱斯基摩神话中主宰海洋和海中动物的女神，也称为海洋母亲或大海女主人
。赛德娜的故事，是一个创造神话，故事描述了她是如何统治爱斯基摩人的地狱-亚德里分(Adlivun)。赛德娜也被称为阿尔纳夸格萨克(Arnakuagsak)或阿尔纳奎斯萨克(Arnaqquassaaq-格陵兰)、萨斯苏玛·阿尔纳(“深渊母亲”-西格陵兰)、纳里维克(Nerrivik)(“台子”-格陵兰岛北部)、努利阿尤克(Nuliajuk-加拿大西北齐魏廷区)。有时，在不同爱斯基摩人群体中，她有不同的称呼，如居住在加冕海湾地区铜色皮肤的爱斯基摩人和涅特西利克爱斯基摩人称其为阿纳珀卡法阿卢克(Arnapkapfaaluk-“大坏女”。)

## 版本
赛德娜的传说有多个版本。其中一个传说讲，赛德娜是巨人、造物主安古塔(Anguta)的女儿。她曾因饥饿的驱使而攻击自己的父母，将父亲激怒。安古塔把她带出海，并抛出艇外，当她拼命爬上皮艇时，安古塔砍下了她的手指，使她沉到地狱，成为深海怪物的统治者。她巨大的手指变成了海豹、海象及由爱斯基摩人捕杀的鲸鱼。
在另一种传说中，她不满意父亲给她找的男人，就把自己嫁给了一只狗。父亲非常生气，将她抛入海中，当她试图爬回船上时，他割去了她的手指。她的手指成为第一只海豹，而她成为了强大的海上女神。当她发怒时，萨满就要为她清理头发，这样，她才会安排和释放让人猎捕的动物，爱斯基摩人才不会挨饿。
在涅特西利克地区，该故事讲努利阿尤克曾是个受虐待的孤儿。一天，人们为了摆脱她，想斩掉她的手指来淹死她，但这些手指变成了海豹和海象。最后，努利阿尤克嫁给了一条锯鲉，并生活在海里控制着所有海洋哺乳动物。
其他的传说描述，赛德娜是一个拒绝村中猎人求婚的美丽少女。一天，来了一位陌生的猎人，赛德娜的父亲为了换鱼，同意将她送给他做妻子。她父亲给赛德娜喝下睡眠药并把她送给了猎人。这位猎人把赛德娜带到悬崖上的一个大巢中，露出了他的真面目：一只巨大的鸟怪(有各种描述如：乌鸦、管鼻鹱或海燕，精灵)。当她醒来时被群鸟包围着，她父亲想要救她，但鸟怪发怒，掀起了狂风巨浪。无奈之下，赛德娜的父亲将她抛入汹涌的大海，她想抓住皮艇，但手已冻僵，手指也脱落成为海中的生物，她沉入海底，长出了鱼尾巴。

在另一个版本，赛德娜被不同的鸟怪绑架。从岛屿在那里她被囚禁在浮冰，当鸟怪离开时，她父亲则留划着皮艇来救她。当鸟怪发现她失踪后，被激怒了，立刻召唤海怪来帮助他。海怪发现了这两人乘坐的皮艇，掀起巨浪要杀死他们。她的父亲将赛德娜抛出船外以求平息神灵的愤怒。赛德娜想爬上皮艇，但她父亲抓起一把小斧头，在敲击她的脑袋前，先砍断了她的三个手指她。被砍下的三根手指每个都变成不同种类的海豹，轻抚着她头送赛德娜到海底，在那里，她指挥着海中的动物。
不同的传说都给出了赛德娜不同的死亡原因，然而，在每个版本中，都是她的父亲用皮艇把她带出了海，并斩去了她的手指。在每个版本中，她都沉到了海底。猎人通过膜拜，才能靠她的善心获得食物。她被普遍认为是一位复仇女神，猎人必须安抚、祈求她从海洋深处为他们释放可狩猎的海洋动物。

## 後世影響

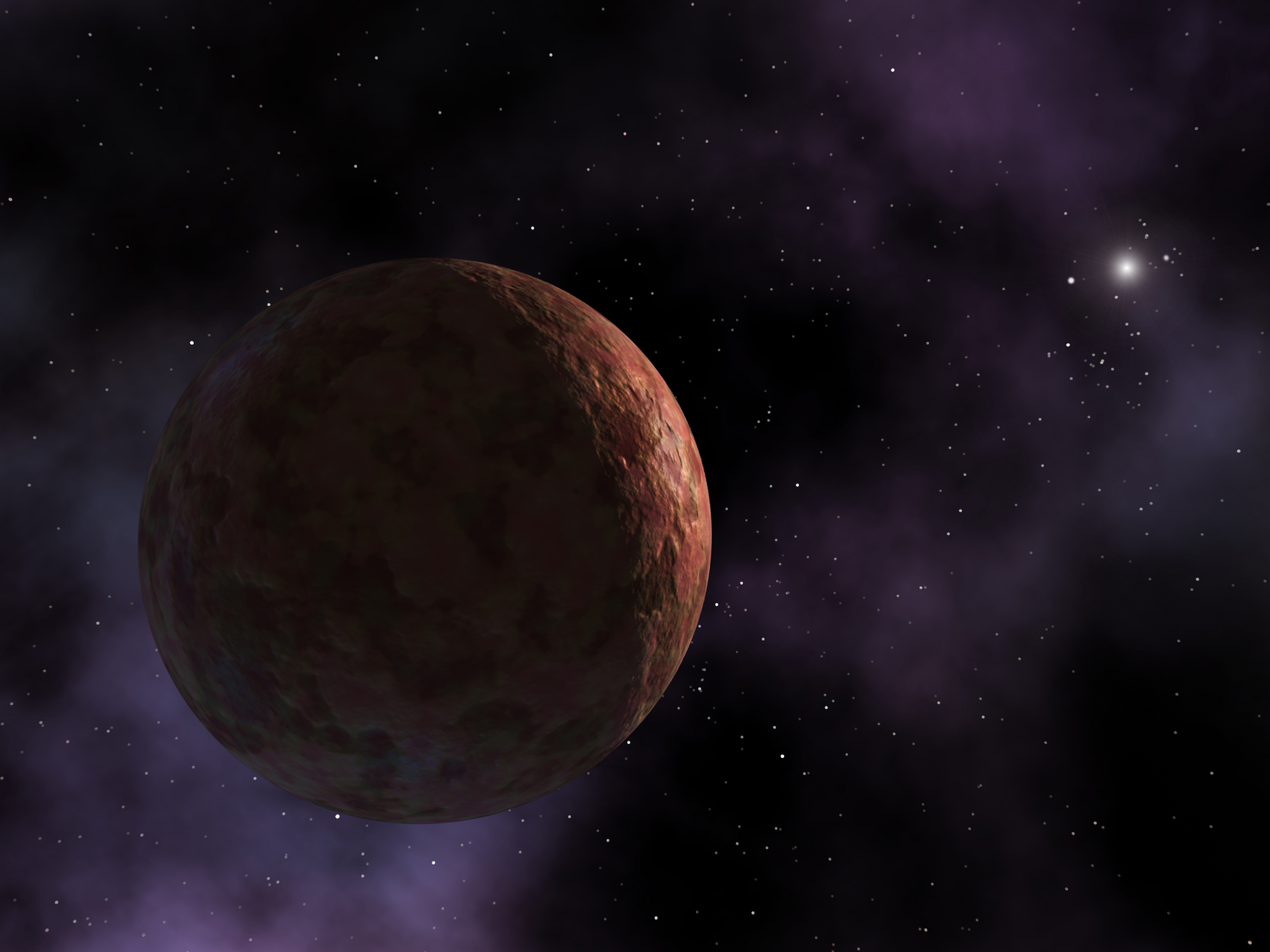
90377 赛德娜

赛德娜，2003年11月14日由迈克尔·布朗（Michael E. Brown，加州理工学院），查德·特鲁希略(Chad Trujillo，双子星天文台)和大卫·拉比诺维茨(David Rabinowitz，耶鲁大学)所发现的一颗跨海王星轨道天体，就是以她的名字命名的。

## 参阅资料
1. ↑  《世界神话辞典》,辽宁出版社,爱斯基摩人词条,第902页,1989年.
2. ↑  Richard G Condon, 朱莉娅·奥吉娜和霍尔曼长老, 北部铜色爱斯基摩人 (ISBN0-8020-0849-6)
3. ↑  Tchana, p. 22
4. ↑  Osbourne, p. 217